# Lil' Flip
Lil' Flip, de son vrai nom Wesley Eric Weston, Jr. (né le 3 mars 1981 à Houston, Texas), est un rappeur et acteur américain. Il est mieux connu pour ses singles I Can Do Dat issu de son premier album The Leprechaun, The Way We Ball issu de son deuxième album Undaground Legend, Sunshine issu de son troisième album U Gotta Feel Me, Game Over également de son troisième album U Gotta Feel Me, et Rollin on 20's issu de la bande-son de 2 Fast 2 Furious.

## Biographie

### Débuts (1999–2005)
Wesley Eric Weston, Jr. naît le 3 mars 1981 à Houston, Texas. En 1999, Lil' Flip signe un premier contrat avec le label discographique indépendant texan Suckafree Records. Le 18 juillet 2000, Lil' Flip y publie son premier album The Leprechaun, attirant l'attention de DJ Screw, qui ajoute le rappeur à son groupe Screwed Up Click. DJ Screw considère Lil Flip comme le « roi du freestyle ».
En 2002, Columbia Records offre de signer Flip ainsi qu'un contrat de distribution chez Suckafree. Flip publie son deuxième album Undaground Legend le 27 août 2002. L'album est classé 12e du Billboard 200 . Il contient le single à succès The Way We Ball. En 2003, Lil' Flip participe également au single de David Banner Like a Pimp, puis au single à succès de Yung Wun Tear It Up. Il participe également à la chanson Ridin' Spinners des Three 6 Mafia et à Screwed Up de Ludacris. En 2004, Lil Flip critique ouvertement T.I. pour son titre de « roi du sud ». Selon AllHipHop, une altercation se serait déroulée entre les deux rappeurs dans le quartier de Cloverland à Houston,. Toujours en 2004, Lil' Flip publie son troisième album et premier album double, U Gotta Feel Me. Le label de Lil' Flip, Columbia, envoie le rappeur à Sony Urban Music qui lui permettra de mieux promouvoir son travail. Le premier single de l'album s'intitule Game Over (Flip). Il publie rapidement un deuxième single, Sunshine en featuring avec Lea Sunshine. L'album compte 198 000 exemplaires vendus à l'échelle nationale la première semaine et est certifié disque de platine en août 2004. Lil' Flip participe aussi à la chanson Naughty Girl (Remix) avec Beyoncé en 2004. Toujours la même année, il participe à Powerballin' de Chingy, et compose un remix de son single Game Over (Flip) qui fait participer Young Buck et Bun B. Il collabore aussi à l'album Sweat de Nelly, et avec Jim Jones et The Game pour la chanson Certified Gangstas (Remix).
En 2005, Lil' Flip et Z-Ro publient un album collaboratif intitulé Kings of the South. Toujours en 2005, Lil' Flip participe au premier single de Chamillionaire, Turn It Up ainsi qu'au single Draped Up de Bun B.

### I Need MineetRespect Me(2007–2009)
En 2007, Lil' Flip quitte Columbia Records pour fonder son propre label, Clover G Records, et signe un nouveau contrat avec Asylum et Warner Bros.. Lil' Flip publie son troisième album, et deuxième double album, I Need Mine, le 6 février 2007. Il débute à la 15e place du 'Billboard 200 avec 43 000 exemplaires vendus la première semaine. Seuls deux singles, What It Do et Ghetto Mindstate (Can't Get Away) y sont inclus.
Son cinquième album, Ahead of My Time, est initialement annoncé pour début 2007, mais est repoussé à plusieurs reprises. Lil' Flip publie deux « albums avant l'album » en 2009 pour faire la publicité de Ahead of My Time,. Le 29 septembre 2009, Lil' Flip publie son cinquième album, Respect Me pour faire la publicité de Ahead of My Time ; il sera distribué par High Powered Entertainment et E1 Music. Le 24 décembre 2009, Lil' Flip publie son premier album indépendant, Underground Legend 2, distribué par son label, Clover G Records.

### El Jefe(depuis 2010)
Le 6 juillet 2010, Lil' Flip publie son deuxième album indépendant, Ahead of My Time sur le label Clover G Records.
Le 31 octobre 2013, il publie son troisième album indépendant The Black Dr. Kevorkian, qui se vend à plus de 10 000 exemplaires la première semaine.
Le 17 mars 2015, Lil' Flip publie son sixième album intitulé El Jefe distribué sur le label SoSouth Records,. Le premier single de l'album s'intitule Game Over II, la suite de son single Game Over (Flip). Le second single s'intitule In My Pimp C Voice, une chanson consacrée au défunt Pimp C. Le troisième single, Bestfriend, fait participer E.J. et Rev City.

## Discographie

### Albums studio
- 2000 : The Leprechaun
- 2002 : Undaground Legend
- 2004 : Gotta Feel Me
- 2007 : I Need Mine
- 2009 : Respect Me
- 2009 : Underground Legend 2
- 2010 : ahead of My Time
- 2012 : Ahead of My Time 1.5

### Albums collaboratifs
- 2005 : Kings of the South (avec Z-Ro)
- 2006 : Connected (avec Mr. Capone-E)
- 2007 : Still Connected (avec Mr. Capone-E)
- 2008 : All Eyez on Us (avec Young Noble)
- 2009 : Certified (avec Gudda Gudda)

## Filmographie
- 2003 : Hustletown Mobbin'
- 2004 : Def Jam: Fight for NY
- 2006 : Bikes and Babes: This Is How We Do
- 2007 : April Fools